# Mieczysław Sobczak
Mieczysław Sobczak (ur. 6 stycznia 1950 w Hrubieszowie) – polski niepełnosprawny pływak, mistrz paraolimpijski.

## Życiorys
Urodził się w Hrubieszowie jako jedyny syn Jadwigi i Adolfa. W wieku 1,5 roku zachorował na chorobę Heinego-Medina, w wyniku której doznał porażenia nogi. 
Pływania nauczył się w Biskupicach, w położonej nieopodal rzece Giełczew. Uczęszczał do szkoły odzieżowej w Lublinie, jednak w połowie lat 60. wyjechał do Wrocławia, w którym ukończył Szkołę Elektromechaniczną przy Zakładzie Szkolenia Inwalidów (był wówczas pływakiem Startu Wrocław). Następnie wrócił tymczasowo do Biskupic, jednak za sprawą m.in. Grażyny Haffke i przyjaciela Zenona Sokoła przeniósł się do Poznania. Podjął tam pracę, a także został zawodnikiem klubu Start Poznań.
W 1968 roku wystartował po raz pierwszy w mistrzostwach kraju (jednym z jego trenerów był Marek Petrusewicz). W latach 1970–1972 zdobył złote i srebrne medale w pływaniu podczas światowych igrzysk w Stoke Mandeville. Uczestnik Letnich Igrzysk Paraolimpijskich 1972 w Heidelbergu, na których wywalczył jeden złoty i jeden brązowy medal (startował w kategorii numer 5). Zwyciężył w sztafecie 3 × 100 m stylem zmiennym 5–6 (wespół z Ryszardem Machowczykiem i Zenonem Sokołem), a także zdobył brązowy medal na dystansie 100 m stylem klasycznym. Ponadto osiągnął czwarte miejsce w wyścigu 3 × 50 m stylem zmiennym i piąte na dystansie 100 m stylem dowolnym. Zajął 4. miejsce w Plebiscycie 40-lecia na 10 Najwybitniejszych Sportowców z Niepełnosprawnością – Medalistów Igrzysk Paraolimpijskich w latach 1972–2012, organizowanym przez fundację Sedeka.
Jego pierwszą żoną była Grażyna Haffke (wielokrotna medalistka paraolimpijska). W 1980 roku ożenił się z Gabrielą, z którą ma dwóch synów: Szymona i Krzysztofa. W 1982 roku przeniósł się na stałe do Gostynia. W 2012 roku był gościem specjalnym XIII Ponadpowiatowej Paraspartakiady w Gostyniu. 